# ماركوس فوينتيس
ماركوس فوينتيس (بالإسبانية: Marcos Fuentes)‏ هو لاعب كرة قدم مكسيكي، ولد في 5 يونيو 1973. لعب مع نادي نيكاكسا.